# Rai Benjamin
Rai Benjamin (Mount Vernon, 27 luglio 1997) è un ostacolista statunitense, vincitore della medaglia d'oro nei 400 metri ostacoli ai Giochi olimpici di Parigi 2024.

## Palmarès
| Anno | Manifestazione  | Sede     | Evento   | Risultato  | Prestazione | Note                                     |
| ---- | --------------- | -------- | -------- | ---------- | ----------- | ---------------------------------------- |
| 2013 | Mondiali U18    | Donec'k  | 400 m hs | Semifinale | 52"36       | Miglior prestazione personale            |
| 2015 | World Relays    | Nassau   | 4×200 m  | Finale     | dq          |                                          |
| 2019 | Mondiali        | Doha     | 400 m hs | Argento    | 47"66       |                                          |
| 2019 | Mondiali        | Doha     | 4×400 m  | Oro        | 2'56"69     | Miglior prestazione mondiale stagionale  |
| 2021 | Giochi olimpici | Tokyo    | 400 m hs | Argento    | 46"17       | Record nord-centroamericano              |
| 2021 | Giochi olimpici | Tokyo    | 4×400 m  | Oro        | 2'55"70     | Miglior prestazione personale stagionale |
| 2022 | Mondiali        | Eugene   | 400 m hs | Argento    | 46"89       | Miglior prestazione personale stagionale |
| 2023 | Mondiali        | Budapest | 400 m hs | Bronzo     | 47"56       |                                          |
| 2023 | Mondiali        | Budapest | 4×400 m  | Oro        | 2'57"31     | Miglior prestazione mondiale stagionale  |
| 2024 | Giochi olimpici | Parigi   | 400 m hs | Oro        | 46"46       |                                          |
| 2024 | Giochi olimpici | Parigi   | 4x400 m  | Oro        | 2'54"43     | Record olimpico                          |

## Altre competizioni internazionali
2023
- Vincitore della Diamond League nella specialità dei 400 m hs